# Шатлен

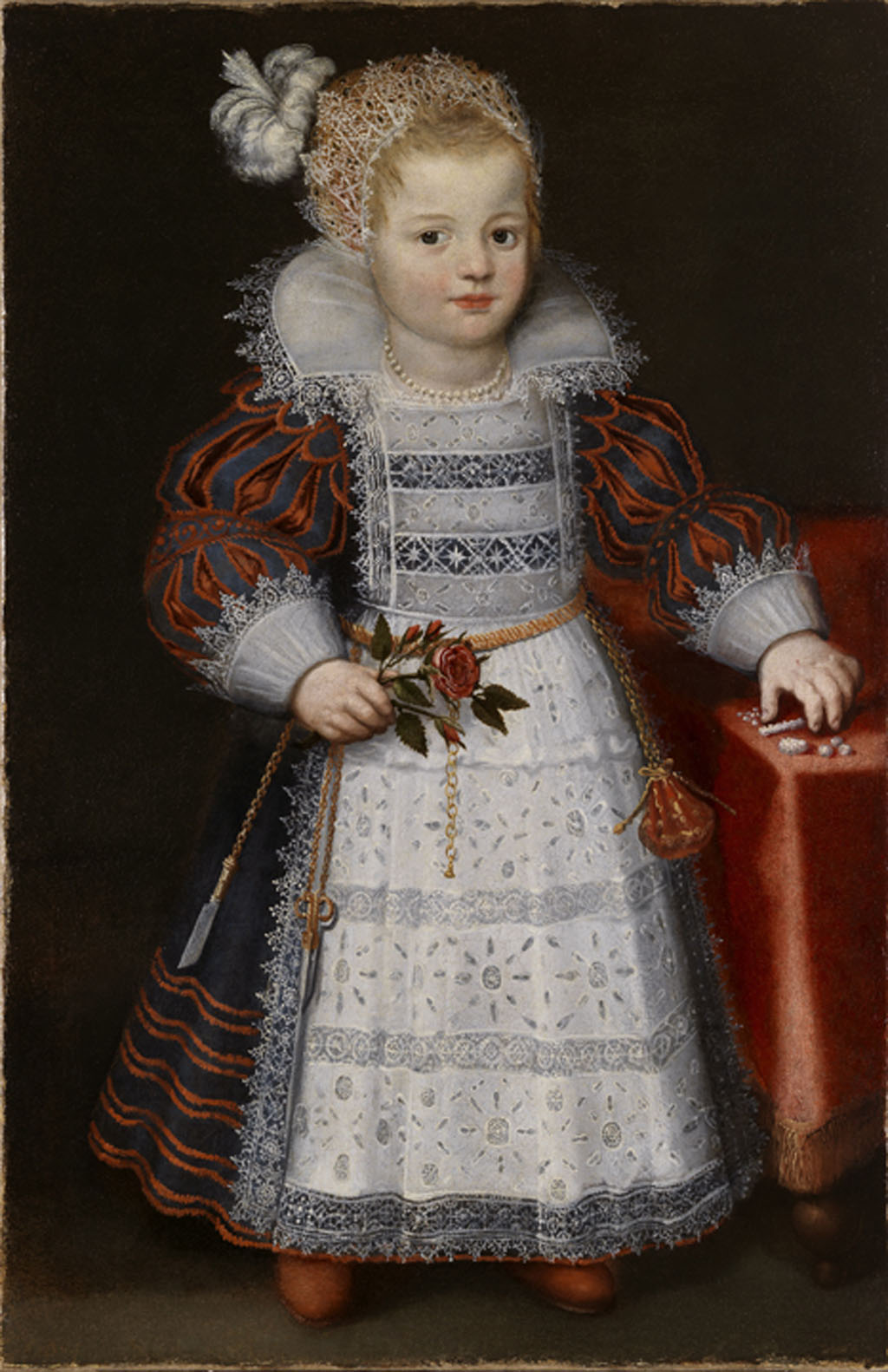
Голландська дівчинка з шатленом (близько 1630).

Шатлен (шателен, шатленка — від фр. châtelain — власник замку; кастелян) — виріб, прикраса та аксесуар у вигляді ланцюжка з затискачем, до якого кріпляться у вигляді підвісок різні функціональні предмети: ключі, гаманець, кишенькові годинники, ножиці, печатки тощо.

## Історія
Шатлени носили як чоловіки, так і жінки. У вужчому сенсі шатлен — ланцюжок для кишенькового годинника із заводним ключем.
Відомі з часів Середньовіччя, але пік популярності припав на XVIII — початок XX століття. Шатлен XVII століття був поясом у вигляді ланцюжка, до якого кріпилися на деякій відстані один від одного інші ланцюжки для дрібниць. Як функціональний предмет шатлен був показником статусу господині чи управительки будинку, яка володіла всіма ключами і, отже, усіма цінностями.
У XVIII столітті шатлени стають масивними та рясно декорованими у стилі бароко чи рококо. У цей період це вже не пояс, а аксесуар, що кріпився до нього або одягу. Дорогоцінні шатлени виготовляли із золота та прикрашали емаллю. У XVIII столітті головним елементом, зазвичай, був etui — футляр для невеликих інструментів. Частим елементом жіночих шатленів є гачок для шнурування суконь та корсетів.
Відродження популярності шатлена відбулося в другій половині XIX століття — пані носили на ньому маленькі вишиті гаманці, а чоловіки — кишенькові годинники та брелоки. Служниці та економки, як і раніше, носили на шатленах функціональні дрібниці: швейне приладдя, ключі тощо.
У вікторіанській Англії існував різновид шатлена — тримач спідниць (англ. Victorian skirt lifter), який мав вигляд затискача на ланцюжку і піднімав та утримував спідницю в разі необхідності. Цей аксесуар був модним у 1870—1890-ті роки.

Приклади шатленів
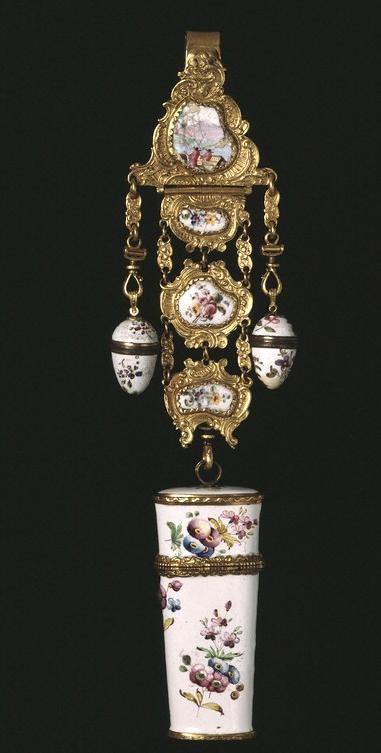
Шатлен — футляр etui і два менші контейнери, ймовірно, для освіжальних цукерок. Англія, 1765—1775 роки. Музей Вікторії та Альберта
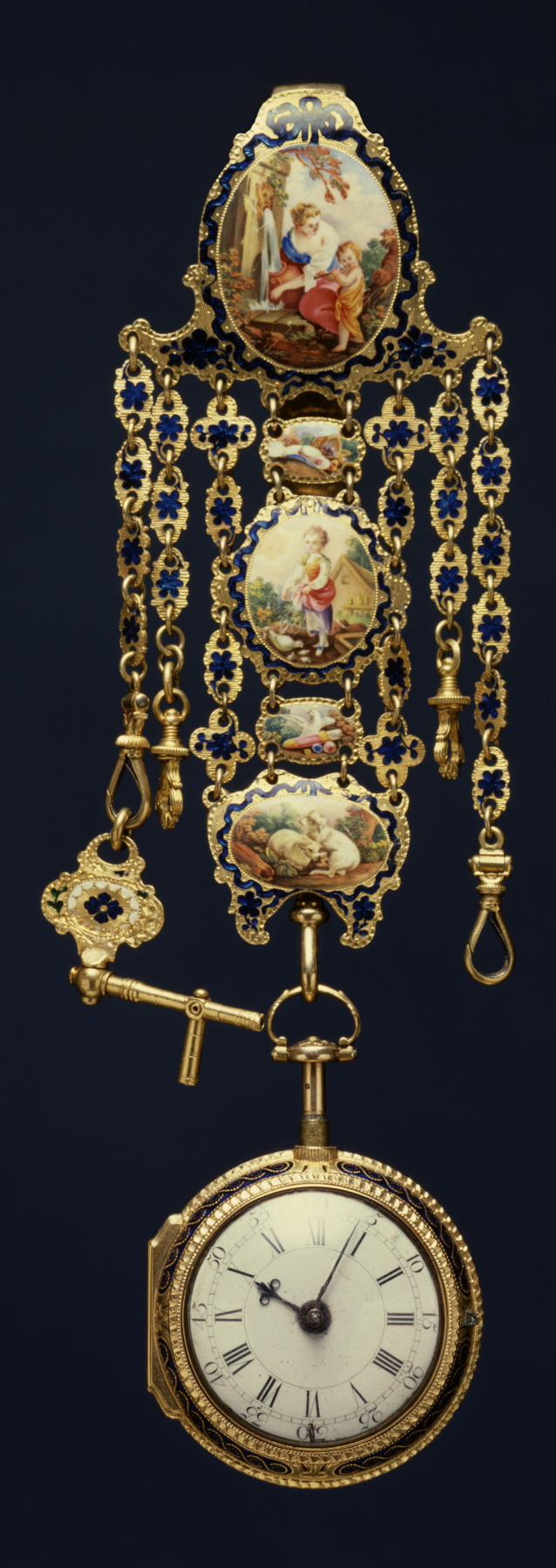
Золотий шатлен із годинником та завідним ключиком. Англія, бл. 1775 року
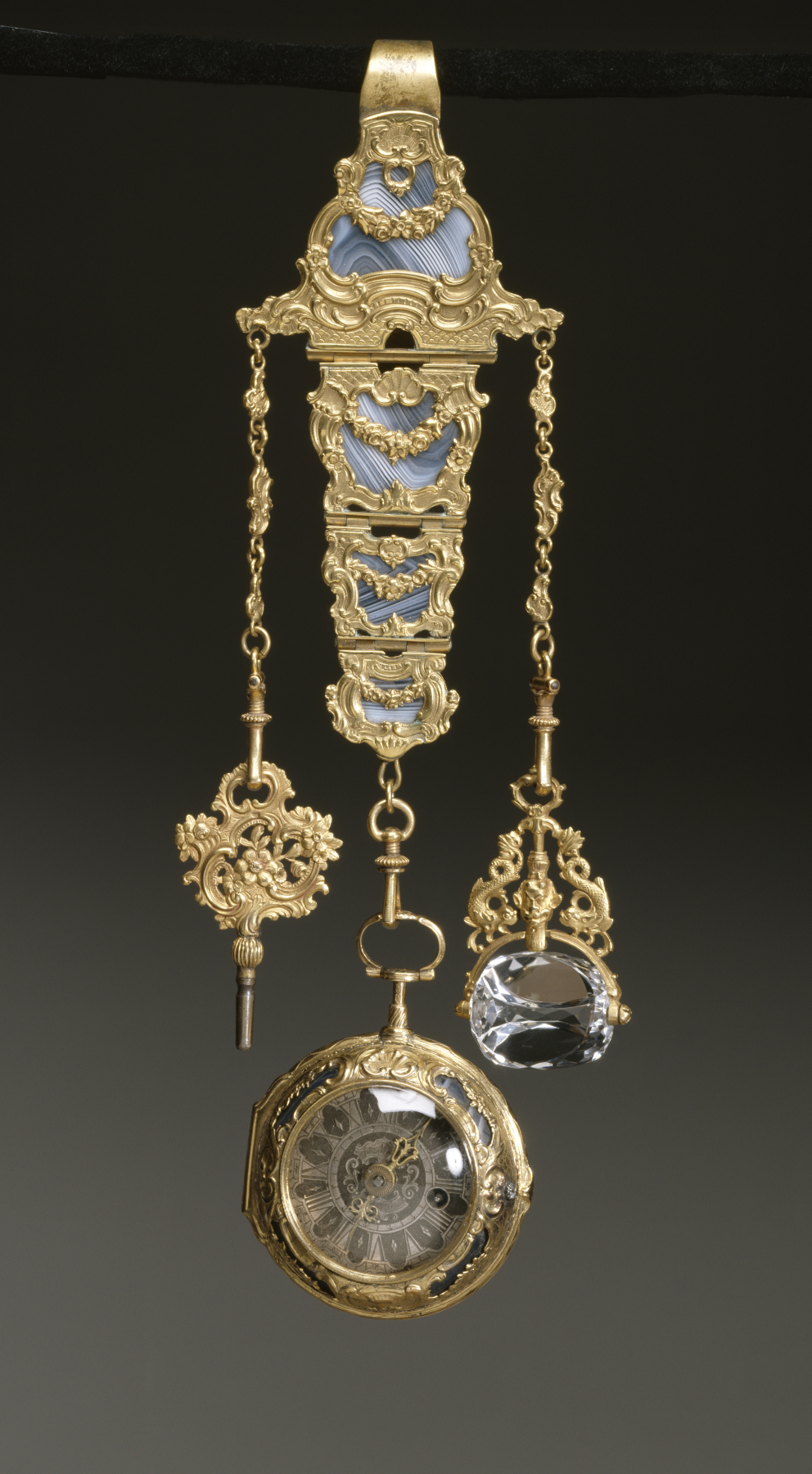
Шатлен — годинник, ключик, печатка з гірського кришталю. Франція, XVIII століття. Художній музей Волтерс
Емалевий шатлен із п'ятьма ланцюжками. Франція, друга половина XVIII століття. Музей Галвіл[sv]
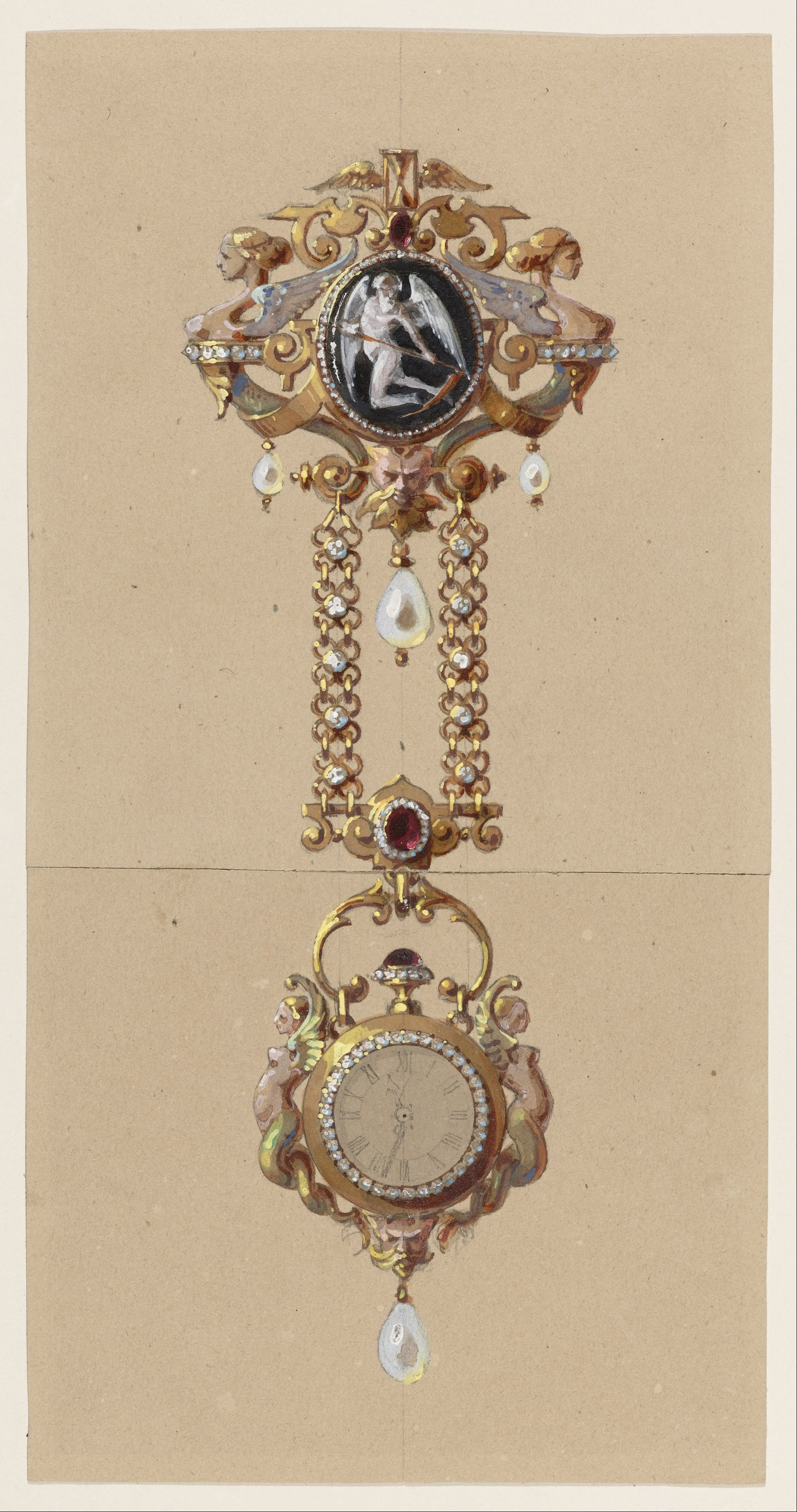
Малюнок шатлена з годинником, 1875 рік
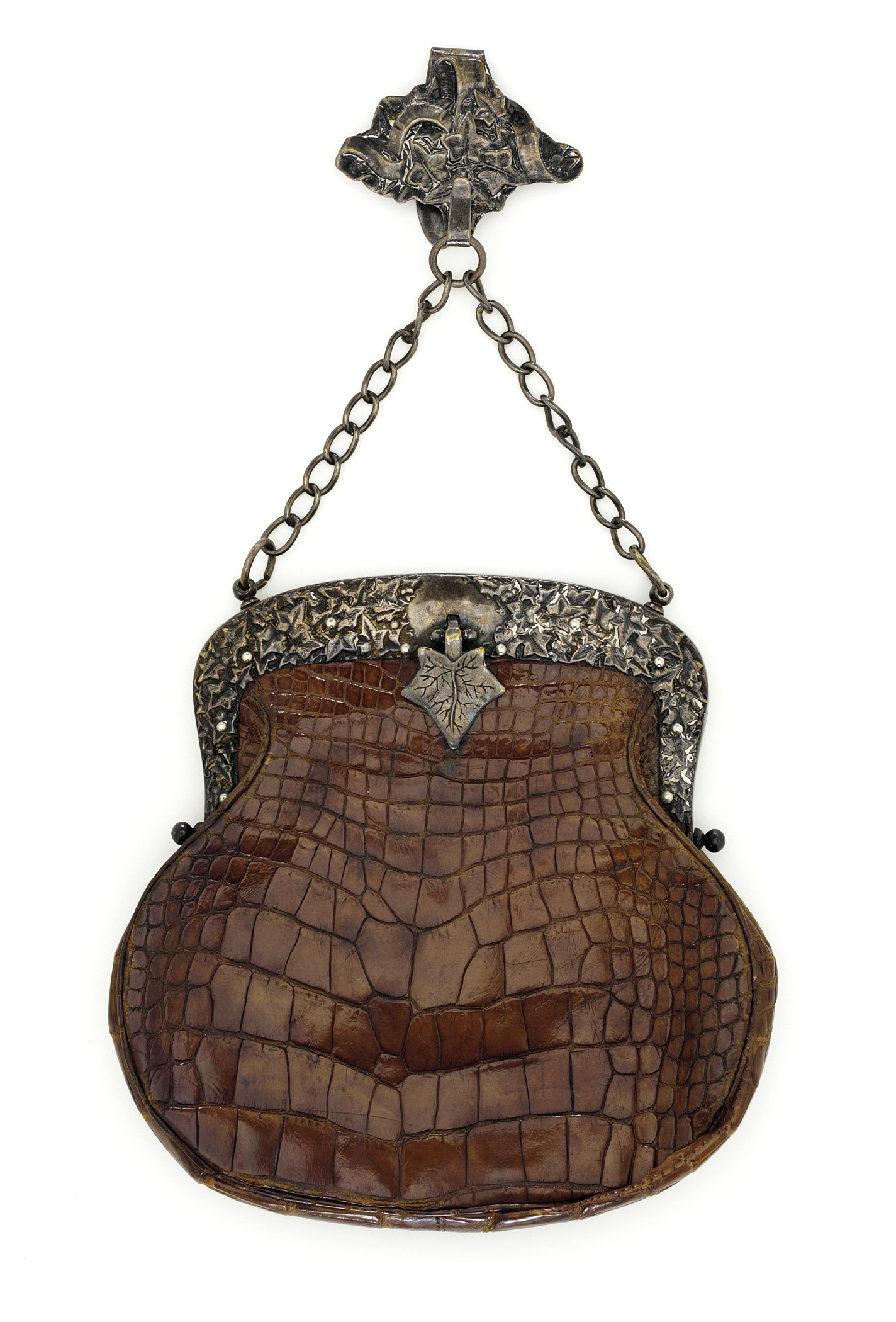
Сумочка на ланцюжку з кріпленням, США, 1889 рік